# Editorial Maga
Maga va ser una editorial ubicada a València, que va perdurar des del 1951 fins al 1986 i el nom de la qual és un acrònim de Manuel Gago, el seu fundador. Fins al 1966 es va dedicar fonamentalment a la producció de còmic, convertint-se en un dels puntals de la denominada Escola Valenciana d'historieta. Va optar després per altres productes de la cultura popular, com els àlbums de cromos.

## Característiques
L'editorial Maga va mostrar una personalitat pròpia que la distingia d'altres editorials coetànies:
- No va diversificar la seva oferta produint novel·les populars o  revistes de còmics, sinó que es va centrar exclusivament en els quaderns d'aventures.[1]

- Una confecció acurada,[2]evident en l'ús d'iconografies i grafismes distintius per a les portades de cadascuna de les seves sèries.[3]

- Certes constants argumentals, que l'estudios del còmic  Pedro Porcel recull en poques paraules:

| « | Exotisme a dojo, acció, manteniment d'un cert to melodramàtic, respecte a les convencions narratives i convicció que només el que és extraordinari mereix ser explicat. | » |

## Trajectòria

###### Orígens i consolidació (1950-1957)
L'any 1950, sense deixar de treballar per l'Editorial Valenciana, Manuel Gago va fundar l'efímera Editorial Garga, al costat dels seus germans Pablo i Gago, el seu pare i un soci d'aquest. A l'any següent, la família Gago va fundar l'editorial Maga, controlada ja exclusivament per ells mateixos, i en la qual Miguel Quesada exercia feines de director artístic.
Després del peculiar "Leyenda y Fantasía", un còmic de fades que en gens se semblaria als seus productes més típics, l'editorial Maga es va afermar amb dues sèries dels germans Quesada, Pacho Dinamita i Tony y Anita, tot i que encara incidia en els còmics auto-conclusius, segurament per influència dels reeixits Roberto Alcázar y Pedrín o Hazañas Bélicas. Al mateix temps, va donar a conèixer a una altra parella de germans, José ((Juan Bravo y sus Chicos) i Leopoldo Ortiz (El Príncipe Pablo).
A partir de 1954, el mateix Manuel Gago va començar a aportar les seves pròpies sèries, a mesura que s'anava deslligant de Valenciana: El As de Espadas (1954), El Capitán España (1955), El Defensor de la Cruz (1956) i, ja el 1957, El Paladín Audaz, El Club de los Cinco, Puño de Hierro i El Capitán Valiente. L'editorial va acabar de consolidar-se, gràcies a l'èxit de Pantera Negra (1956) de Pedro Quesada i José Ortiz i El Pequeño Héroe (1957), d'origen italià.

###### Esplendor (1958-1962)
A la fi dels 50, Maga va començar a apostar per personatges més despreocupats i menys dramàtics, d'acord amb els canvis que El Capitán Trueno (1956) havia desencadenat. Va augmentar també la seva oferta de col·leccions, intentant acaparar el mercat, i aconseguint tres autèntiques fites el 1958:  Apache, on va ressaltar la feina de Luis Bermejo;  Pequeño Pantera Negra i Bengala. A l'any següent, Manuel Gago es rescabalava amb El Corsario sin Rostro, El Aguilucho i sobretot Piel de Lobo.
A principis dels anys 60, l'editorial va llançar "Muchachas" (1960) i "Selecciones Maga" (1961), adscrites a la tendència del "còmic sentimental-proper", que havia inaugurat en 1958 "Rosas Blancas" de Toray. Va haver-hi nous èxits, com El Coloso (1960), Olimán (1961) i  Flecha Roja (1962).

###### Decadència (1963-1986)
El 1963, després de l'excés d'anys anteriors, es va reduir el nombre de llançaments, a més d'abundar el material importat i les reedicions. Malgrat la consolidació d'autors interessants com Eustaquio Segrelles i èxits com África, les col·leccions de quaderns d'aventures es van esfondrar, a causa de la implantació de la televisió i el repunt de la censura motivat per l'arribada de María Consuelo Reyna a la Delegació a València de la Comissió d'Informació i Publicacions Infantils i Juvenils.
Després de provar amb revistes juvenils (Pantera Negra i Flecha Roja), l'editorial Maga va deixar d'editar còmics el 1966, per centrar-se en els àlbums de cromos fins al seu tancament el 1986.